# Corydalis angustiflora
Corydalis angustiflora là một loài thực vật có hoa trong họ Anh túc. Loài này được C.Y.Wu mô tả khoa học đầu tiên năm 1990.